# Victor Golovatenco
Victor Golovatenco (Chișinău, 28 aprile 1984) è un ex calciatore moldavo, di ruolo difensore.

## Palmarès

### Club

#### Competizioni nazionali
- PFN Ligi: 1

Kuban': 2010